# Khoikhoiové

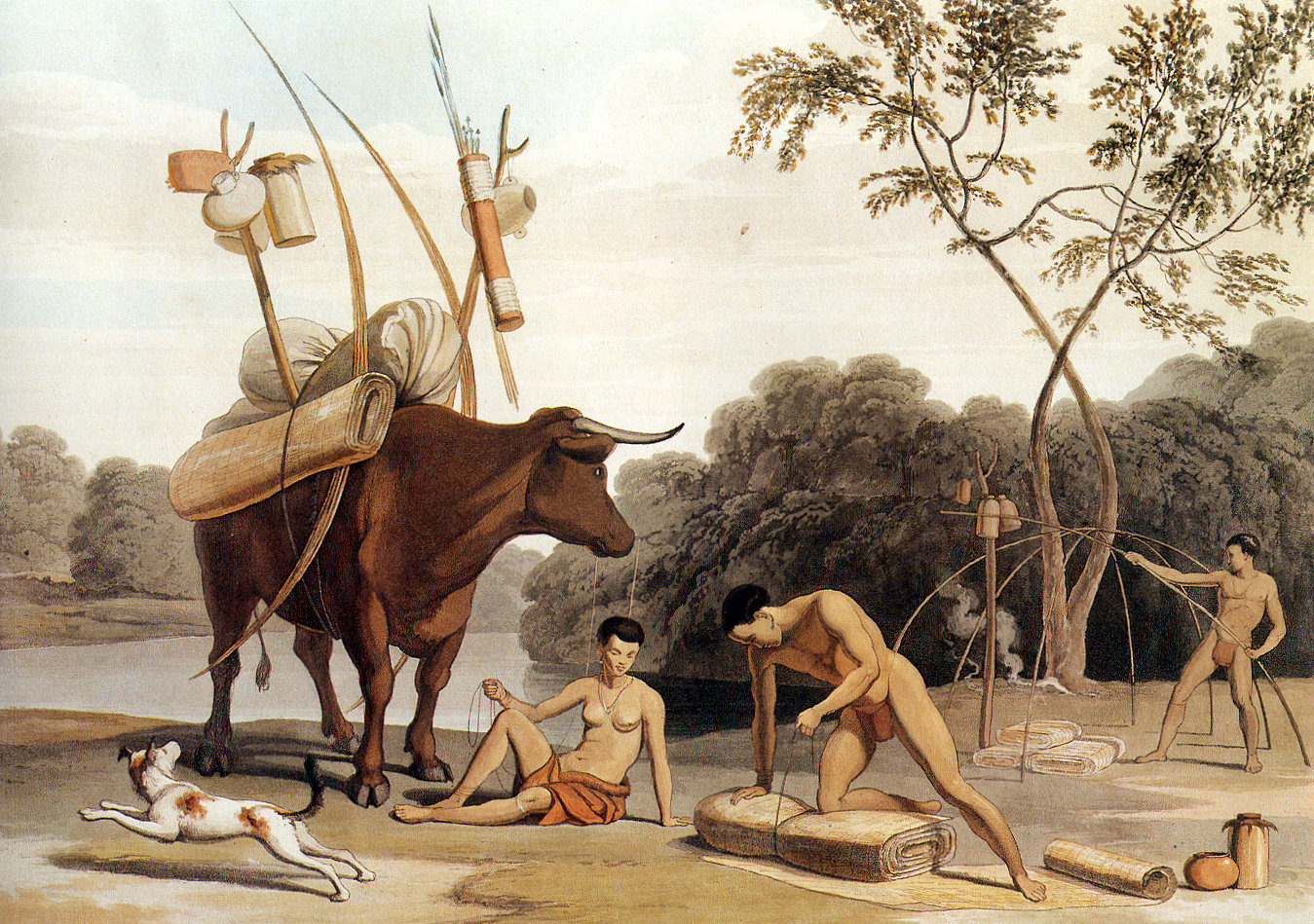
Khoikhoiové se vyznačují kočovným způsobem života. Na obrázku malba z roku 1805 zobrazující přípravy na stěhování

Khoikhoiové (česky též Kojkojnové; Khoikhoi = Khoekhoe = Khoi = Kwena; doslovně „praví lidé“) je tradiční pojmenování pro původní obyvatele jihozápadní Afriky. Termín souhrnně označuje etnické skupiny Namů (obývajících Namibii, Botswanu a Jihoafrickou republiku) a Damarů (Namibie) a nejrůznější jihoafrické kmeny jako !Orana, Xirikua, Griekwa, AmaGqunukhwebe nebo !Gona.
V dobách holandské nadvlády byli kvůli svému pro Holanďany nesrozumitelnému, mlaskavému jazyku nazýváni „Hotentoty“. Toto označení je nicméně vzhledem ke své rasistické konotaci a koloniálnímu původu vnímáno například v Jihoafrické republice jako hanlivé a velmi ofenzivní. Pojem Khoikhoi má dva významy: „praví lidé“, ale může také znamenat „lidé, kteří vlastní domácí zvířata“. Tedy na rozdíl od příbuzných Sanů (toto pojmenování pochází od Khoikhoiů), lovců sběračů, tedy těch „odlišných od nás“ ve smyslu „těch, kteří nevlastní zvířata“. Společně se Sany se řadí do skupiny Khoisanů, což je pojmenování, které vzniklo kombinací názvů obou etnik. Hovoří khoisanskými jazyky, které obsahují mlaskavky.

## Historie a původ

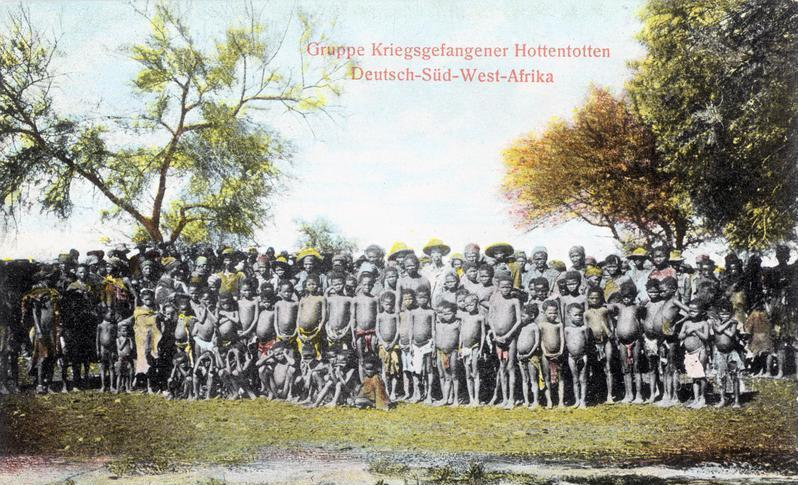
Khoikhoiové zajatí během genocidy v dobách německé kolonizace

Lingvisté předpokládají, že lidé mluvící khoikhoiským jazykem žili v oblastech jižní Afriky u pobřeží Atlantského oceánu. Tato teorie je podporována archeologickými vykopávkami hrnčířských výrobků a pozůstatků dobytka žijícího na těchto místech. Podle nových výzkumů z území Bečuánska, dnešního státu Botswana, se migrací dostali Khoikhoiové více na jih k řece Orange, dál pak na pobřeží k jejímu ústí, či do Kapska. Byli vyšší a tmavší než zde usídlení Sanové a dostávali se s nimi do sporů. Byli nejen sběrači a lovci, ale i pastevci a rozmíšky vznikaly kvůli dobytku, který Sanům vytlačoval jejich lovnou zvěř. Byli dobrými bojovníky; je znám jejich střet s výpravou Vasco da Gamy v roce 1510, kdy zabili celou šedesátičlennou výpravnou skupinu včetně prvního místokrále Portugalské Indie, Francisca de Almeidy. V 16. století, před příchodem Holanďanů, jich bylo na území dnešní Jihoafrické republiky zhruba 100 000. V rámci evropské kolonizace nicméně byla jejich populace zotročena a zdecimována, a to jak vojensky, tak nechtěně dovezenými pravými neštovicemi. Mezi lety 1904 a 1907 pak v rámci německé kolonizace dokonce docházelo k cílené genocidě těchto skupin. Odhaduje se, že v důsledku těchto událostí zahynulo až 10 000 Khoikhoiů, polovina celé tehdejší populace.

## Způsob života

### Obživa

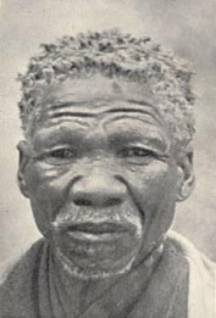
Khoikhoiský muž

Khoikhoiové mají podle lingvistické základny původ v domorodých lovcích jižní Afriky. V oblasti blíže oceánu změnili svůj způsob života a stali se pastevci. Přitom muselo dojít k významným změnám v jejich sociální organizaci. Zpočátku podřadní členové zemědělské společnosti se později stali nezávislí honáci s vlastními právy. Prvním domestikovaným zvířetem byly ovce. Při ztrátě dobytka v důsledku sucha, chorob nebo krádeží museli Khoikhoiové, aby přežili, přejít k lovu. Když měla rodina domácí zvířata, považovali se za Khoikhoie, ale když ztratili svůj majetek a museli se vrátit k životu „v křoví“, byli označování jako Soaqua se sníženým sociálním statusem (odtud pochází označení pro Sany/Křováky). Vztah mezi pastevci (Khoikhoii) a lovci (Křováky) nebyl poklidný. Křováci kradli z khoikhoiských stád. Nicméně na druhé straně zde vznikaly přátelské vztahy, když Křováci pracovali pro khoikhoiské pastevce.
V pozdějších dobách byl domestikován také skot. Tento dobytek vyžaduje velké množství pastvy, proto se museli pastevci přibližovat se zvířaty do vnitrozemí, kde byl dostatek srážek. Nalezení vody a pastvin bylo zásadní, sociální organizace byla proto soustředěná kolem tohoto. Většina aktivního obyvatelstva mohla kočovat po většinu roku, avšak staří lidé a ženy s malými dětmi zůstávali na jednom místě s několika dojnými kravami. Tato skupina obyvatel se tak věnovala sběru (mořští korýši, podzemní části rostlin). V závislosti na období nevídali hlavní stáda několik týdnů.

### Společenské uspořádání

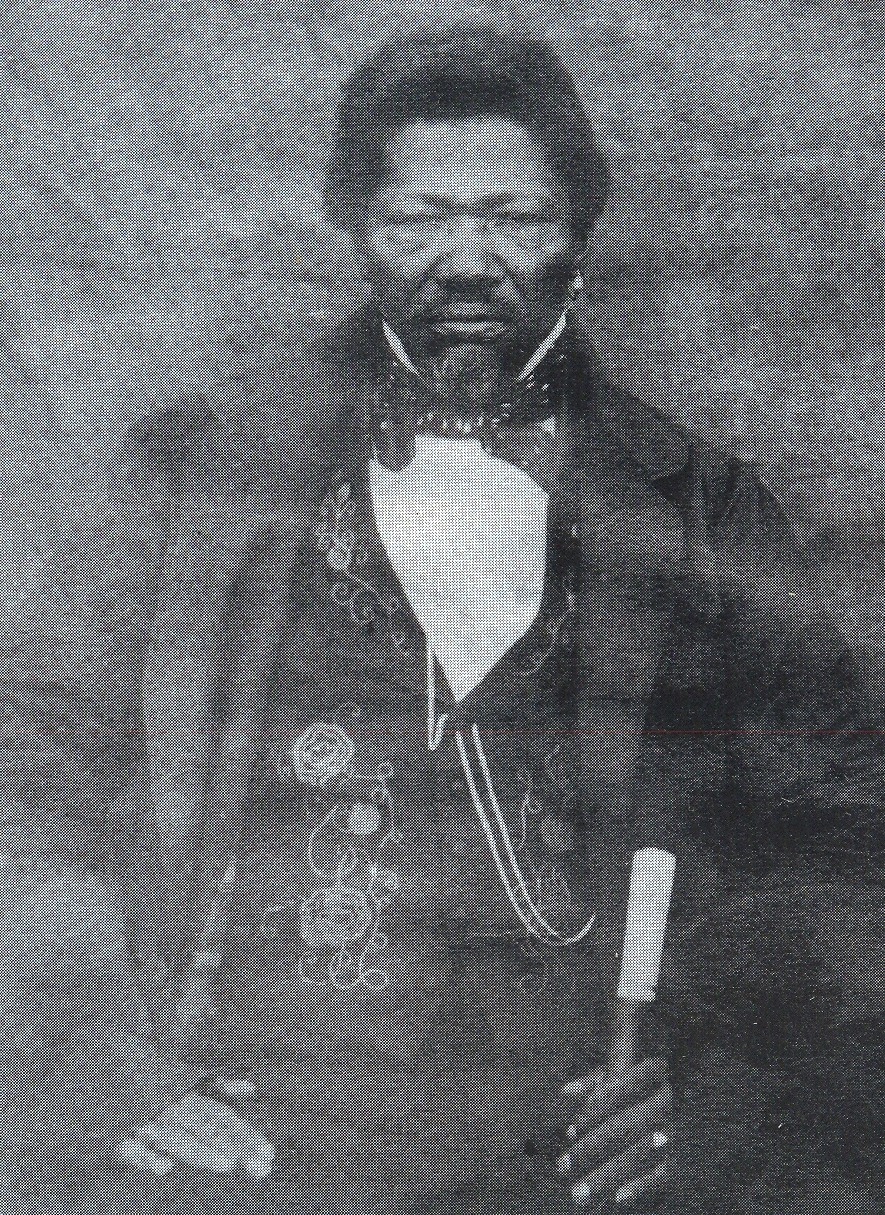
Adam Kok III (1811–1875), vůdce khoikhoiských Griquů v Jižní Africe

Vesnice osídlené khoikhoiskými skupinami byly relativně rozsáhlé, často je obývalo přes sto osob. Základem obytné zástavby byly kulaté chatrče (matjioeshuis) zhotovené z rámu z větví zasazených do země, nahnutých k sobě a dohromady svázaných. Tyto rámy byly přikryty rákosovým listím. Tato obydlí mohla být rozebrána a znovu postavena na jiném místě (když se v oblasti vyčerpaly pastviny, viz úvodní obrázek). Jestliže Khoikhoiové věděli, že se vrátí na stejné místo, odstranili pouze pokrytí. Během teplého počasí bylo uvnitř příjemně díky štěrbinám mezi rákosím, dovolujícím proudění vzduchu. V zimním období býval vnitřek lemován kůžemi, což poskytovalo dobrou ochranu proti nepříznivým vlivům.
Každá vesnice se skládala ze členů klanu z přímé linie mužských potomků jednotlivého předka, jejich manželek a dětí. Vesnice zahrnovaly některé další rody, další rodinné příslušníky nebo služebníky (Bergdamové, Křováci nebo zchudlí Khoikhoiové). Pozice náčelníka náležela dědičně prvorozenému synovi předka. Náčelníci rozhodovali kdy a kam se stěhovat. Rovněž působili jako zprostředkovatelé nebo soudci v trestních nebo občanských sporech. Několik vesnic bylo obvykle propojeno do větších kmenových jednotek. Kmeny měly příbuzenský základ, který byl vytvořen provázáním klanů, přičemž jeden klan měl vždy vyšší postavení. Náčelník tohoto klanu byl náčelníkem celého kmenu. Rozloha země daného kmene byla definována přesnými hranicemi kolem klíčových vodních zdrojů. Kmenoví náčelníci kontrolovali příchody cizích lidí k těmto zdrojům. Pro cizince platilo pouze dočasné užívací právo. Ochota sdílet vlastní zdroje, byla oplacena jindy na jiném místě.
Muži jednoho klanu si museli hledat ženy u jiného. Protože si však byly spřízněné klany geograficky blízko, je pravděpodobné, že většina mužů nalezla své manželky v domácím klanu. Manželství byl silný společenský mechanismus ke spojení různých skupin. Zvykem bylo, že ženich musel strávit první měsíce manželství (do narození prvního dítěte) ve vesnici svého tchána a tchyně. Potom bylo očekáváno od nevěsty, že zbytek manželství bude trávit ve vesnici jejího manžela.

### Vlastnictví
Množství jídla bylo důležitým aspektem života ve vesnici. Jakékoliv zabití bylo sdíleno všemi, ovce nebo dobytek zabité během obřadů jedli všichni zúčastnění. Ačkoliv se bohatství měřilo od množství vlastněného dobytka, lov a sběr byl přístupný všem členům kmene bez rozdílů. Khoikhoiové měli velká stáda ovcí tlustoocasých, dlouhorohého skotu a koz. Dobytek byl chován pro mléko a jeho zabíjení bylo povoleno pouze při rituálních událostech. Voli byli využívání jako soumaři, zvláště při přesunu tábořišť. Náčelníci a významné osoby vlastnili velké množství majetku, zatímco sluhové nejspíš vůbec nic. Jelikož nebyla obava z dravců, dobytek se pohyboval volně. Stáda byla každý den vyvedena na pastvu a v noci se vracela do skalních převisů. Mezi lidmi vládla přísná dělba práce. O dobytek se starali muži a ženy dohlížely na domácnost. Během dne zůstávali dospělí ve skalním převisu, vyráběli nádobí a zbraně. Muži chodili na lov a ženy sbíraly plody divoce rostoucích rostlin.

## Náboženství

### Božstva
Khoikhoiové přiřazovali zvláštní význam Měsíci. Nov a úplněk byly důležitými časy pro obřady spojené s tancem a přivoláváním deště. Zdá se, že na Měsíc bylo pohlíženo jako na fyzické zjevení nejvyššího bytí ztotožňovaného s nebem, zemí a zvláště deštěm (klíčový význam má pro národy žijící v suchých regionech, jejichž existence je na dostatku srážek závislá).
Božstvo, které představovalo předchůdce všech Khoikhoiů je Taj-//goab. Stvořitel, patron zdraví, zdroj blahobytu a hojnosti, který kontroluje déšť a jeho přidružené úkazy, mraky, hromy a blesky. V opozici mu stojí zlý //Gaunab, který způsobuje choroby a smrt. Další významnou postavou je Haitsi-aibib, lidový hrdina a kouzelník ohromné reputace, který mohl měnit svou podobu. Haitsi-aibib zemřel mnohokrát na různých místech, ale měl schopnost znovu obživnout, často se zrodil do jiné formy. Jeho hroby se nacházejí na mnoha místech. Vidět je znamená pro tamní obyvatele štěstí. Kolemjdoucí pokládají na hroby kameny nebo tam zanechávají větve, kusy šatstva nebo kůže.
Mnoho Khoikhoiů však v průběhu let své tradiční náboženství opustilo a konvertovalo k islámu nebo křesťanství.

### Obřady
Ústředním tématem téměř všech obřadů byla představa proměny nebo přechodu z jednoho stavu do dalšího. Většina rituálů byla uskutečňována při významných obdobích změn v osobním životě – narození, dospívání, dospělost, manželství a smrt.
Rituálním příkladem je narození dítěte: Před porodem byla matka umístěna do chatrče, ve které zůstala ještě nejméně sedm dní po porodu. Byla to nevyhnutelná praktika, protože byli v tu dobu oba velmi zranitelní. Nikomu nebylo dovoleno vstoupit do chatrče. Matka i dítě se museli vyhnout kontaktu s vodou. Po době odloučení byli matka i dítě ceremoniálně znovu přivítaní do společnosti. Jejich těla byla namazaná kravským hnojem, tukem a buchu (voňavou rostlinou). První tři měsíce bylo dítě krmeno kozím nebo kravím mlékem, nikoliv mateřským.
Obřady začlenění byly svátky, jež se účastnili všichni členové klanu a jejich pokrevní příbuzní. Během svátečních období se Khoikhoiové určitým věcem vyhýbali, např. vodě, zatímco jiné, jako oheň a buchu, byly ztotožňovány s ochranou. Jedincům, kteří prošli zasvěcovacími obřady, byla na krk pověšena část střeva obětovaného zvířete.
Obřady odhalují něco o vztazích a postavení Khoikhoiů. Bohatí Khoikhoiové získávali prestiž, díky své schopnosti poskytnout majetek na účely svátků. Manželství mělo za následek přesun majetku.
Uvědomění jakým způsobem byl dobytek součástí sociálního a politického života Khoikhoiů je rozhodující pro porozumění rozdílu světového vnímání. Pro Khoikhoie nebyl dobytek jen zboží ke koupi a prodeji, měl obřadní a společenský význam, který daleko převyšoval peněžní hodnotu. Po příchodu Holanďanů nastal v obchodování rozpor. Krádež, nátlak a nepeněžní výměna dobytka za alkohol, měď, korále a tak dále, vedly ke ztrátě majetku a vytvořily klesající spirálu, ze které se Khoikhoiové nemohli dostat. Selhání sociálních a ekonomických hodnot Khoikhoiů šlo ruku v ruce s větší závislostí a rostoucí důvěrou Holanďanům jako prostředníkům ve sporech, a tím v rostoucím zasahování Holanďanů do sporů mezi khoikhoiským obyvatelstvem.